# Archytas (kráter)

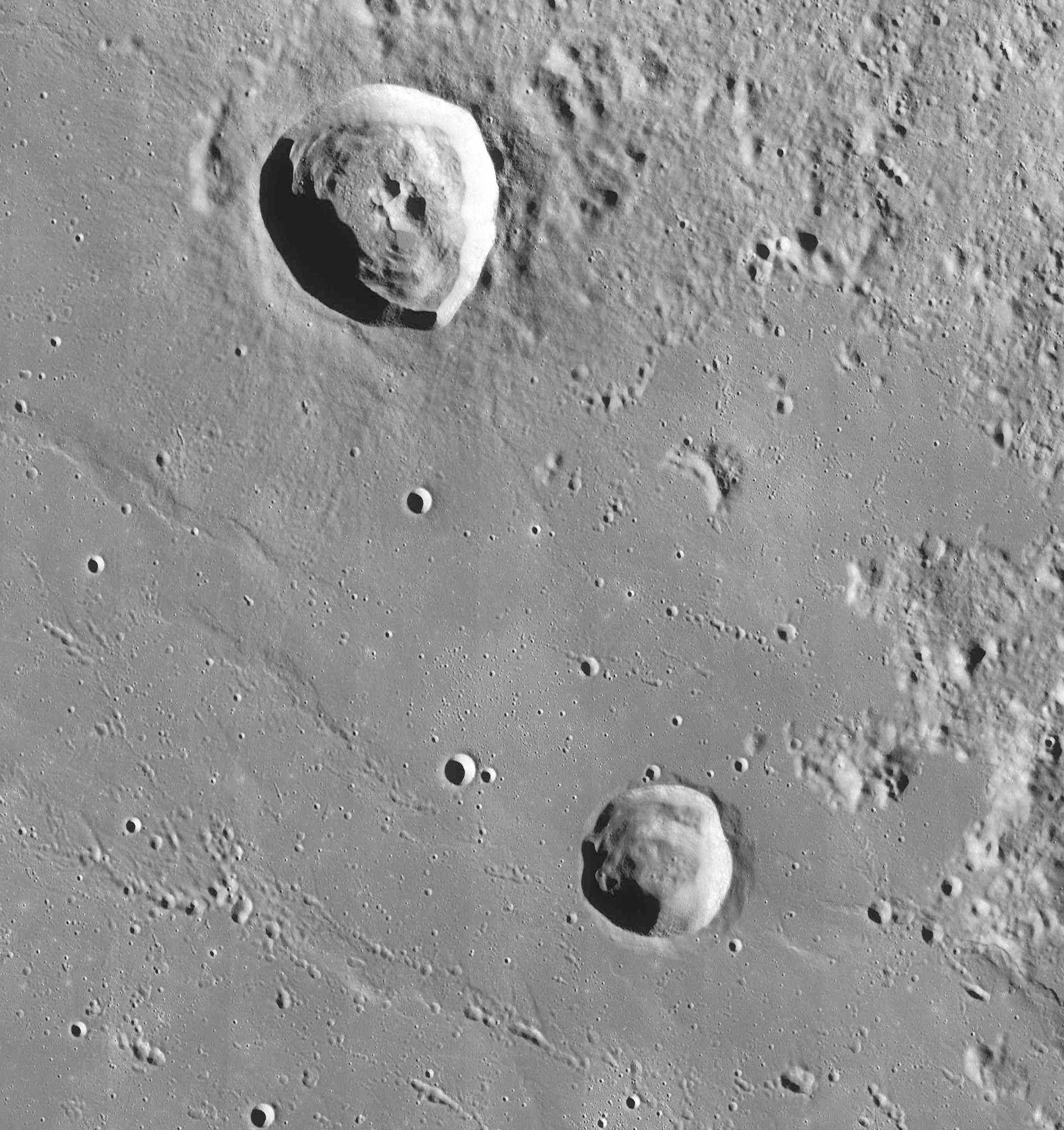
Kráter Archytas (nahoře). Dole je kráter Protagoras.

Archytas je měsíční impaktní kráter nacházející se u severního okraje Mare Frigoris (Moře chladu) na přivrácené straně Měsíce. Má průměr 32 km, pojmenován byl podle řeckého antického filosofa, matematika, astronoma a státníka Archyta.
Severozápadně leží srovnatelně velký kráter Timaeus, jihovýchodně o něco menší kráter Protagoras. Na jižní straně Moře chladu se táhne 90 km dlouhá brázda Rima Archytas.

## Satelitní krátery
V okolí kráteru se nachází několik menších kráterů. Ty byly označeny podle zavedených zvyklostí jménem hlavního kráteru a velkým písmenem abecedy.
| Archytas | Sel. šířka | Sel. délka | Průměr |
| -------- | ---------- | ---------- | ------ |
| B        | 61.3° S    | 3.2° V     | 36 km  |
| D        | 63.5° S    | 11.8° V    | 43 km  |
| G        | 55.6° S    | 0.5° V     | 7 km   |
| K        | 62.6° S    | 7.7° V     | 15 km  |
| L        | 56.2° S    | 0.9° V     | 5 km   |
| U        | 62.8° S    | 9.2° V     | 8 km   |
| W        | 61.2° S    | 5.2° V     | 6 km   |